# 藤原澤子
藤原澤子（ふじわら の たくし，？—839年8月12日）日本平安時代后妃後宮，藤原总继和藤原数子的女儿，仁明天皇的女御。光孝天皇的生母。藤原澤子的姊妹藤原乙春是藤原長良的正室，是藤原基经、藤原高子的母亲。

## 生平
仁明天皇即位前为妃，仁明天皇于天長十年（833年）即位，为女御。仁明天皇对她寵愛至深，天長五年（828年），生宗康親王，天長七年（830年）生時康親王（後光孝天皇），天長8年（831年）生人康親王。也是新子内親王的生母，从四位下。承和六年（839年）四月在宮中得病，危篤时用車運至里第，六月三十日薨去。同年，追贈从三位。
元慶八年（884年）所生時康親王即位为光孝天皇，同年追贈为皇太后。御陵在中尾陵（京都市東山区今熊野宝藏町）。